# Тит Клелій Сікул
Тит Кле́лій Сіку́л (лат. Titus Cloelius Siculus; ? — після 442 до н. е.) — політичний діяч часів Римської республіки, військовий трибун з консульською владою 444 року до н. е.

## Життєпис
Походив з патриціанського роду Клеліїв. Про молоді роки немає відомостей.
У 444 році до н. е. через кризу консульської влади було запроваджено магістратуру військових трибунів з консульською владою (консулярних трибунів). Тита Клелія було обрано серед перших таких трибунів, разом з Луцієм Атілієм Луском і Авлом Семпронієм Атратіном. Проте через три місяці обрання було оголошене незаконним через невиконання релігійних ритуалів.
У 442 році до н. е. став одним з тріумвірів зі створення римської колонії в Ардеї (область рутулів). За деякими відомостями оселився у новоствореній колонії.